# Kingsley Onuegbu
Kingsley Onuegbu (* 5. März 1986 in Kaduna als Kingsley Ugochuwu) ist ein nigerianischer Fußballspieler.

## Karriere
Zunächst spielte Onuegbu von 2005 bis zum Juni 2008 beim SC Idar-Oberstein, für den er in der Saison 2007/08 insgesamt 26 Oberligaspiele absolvierte und zwölf Tore schoss, bevor er dann  zu Eintracht Braunschweig wechselte. Dort erhielt der 1,91 m große und 94 kg schwere Stürmer die Rückennummer 20. Für die Eintracht gab er am 23. August 2008 im Spiel gegen die Zweite Mannschaft des FC Bayern München sein Debüt, als er in der 70. Spielminute für Benjamin Fuchs eingewechselt wurde. Dort schaffte er seinen fußballerischen Durchbruch im Profifußball. In die Medien rückte er auch durch die beleidigenden Äußerungen des Jenaer Spielers Torsten Ziegner ihm gegenüber, die vom DFB mit einer Sperre Ziegners geahndet wurden.
Zur Saison 2010/11 wechselte Onuegbu ablösefrei zum Zweitligisten SpVgg Greuther Fürth. Bei seinem ersten Pflichtspiel für Fürth wurde er gegen den Karlsruher SC in der 72. Minute für Christopher Nöthe eingewechselt und erzielte nur drei Minuten später ein Tor. Ende August 2012 wechselte Onuegbu auf Leihbasis bis zum Jahresende zum Zweitligisten SV Sandhausen. Er sollte dort Spielpraxis sammeln, nachdem er zuvor mehr als ein Jahr lang verletzungsbedingt nicht eingesetzt werden konnte. Nach seiner Rückkehr zu Greuther Fürth im Januar 2013 wurde er in die U-23 der Fürther Mannschaft degradiert.
Zur Saison 2013/14 schloss er sich dem MSV Duisburg an, der zuvor zwangsweise aus der 2. Bundesliga in die 3. Liga abgestiegen war. Er konnte sich als Stammspieler etablieren und erzielte in den nachfolgenden beiden Spielzeiten jeweils 14 Treffer. 2015 und 2017 erreichte er mit dem MSV jeweils den Aufstieg in die Zweitklassigkeit. Nach fünf Jahren in Duisburg wurde sein Vertrag im Sommer 2018 nicht mehr verlängert. Anschließend spielte er bis zum  Sommer 2020 für den zyprischen Erstligisten Nea Salamis Famagusta.
Er folgte der Wechsel nach China zum Zweitligisten Shaanxi Chang’an Athletic und von dort eine Ausleihe an Xinjiang Tianshan Leopard. Nach seiner Rückkehr absolvierte er in der Saison 2021 insgesamt 33 Partien und traf dabei 20 Mal. Am 13. April 2022 ging er dann weiter zum Ligarivalen Qingdao Jonoon. Auch hier traf er regelmäßig, erzielte in 32 Partien 27 Treffer, wurde Torschützenkönig und spielte mit der Mannschaft um den Aufstieg. Anschließend wechselte er zum Dongguan United FC und 2024 weiter zum Nanjing City FC, die beide ebenfalls in der China League One beheimatet sind. Seit Januar 2025 ist er ohne Verein.

## Erfolge
MSV Duisburg
- Niederrheinpokalsieger: 2014, 2017

## Sonstiges
Onuegbu begann erst mit 19 Jahren im Verein Fußball zu spielen. Geboren wurde er als Kingsley Ugochuwu in Kaduna. Im Sommer 2008 nahm er dann den Nachnamen seines Vaters an. Onuegbu hat den Ruf eines Stars zum Anfassen. Er sucht immer wieder den Kontakt zu seinen Fans, im Stadion genauso wie außerhalb. Manchmal besucht er seine Anhänger auch zu Hause, wie beispielsweise die kleine Kessy an ihrem zehnten Geburtstag.